# Brachydiastylis resima
Brachydiastylis resima is een zeekommasoort uit de familie van de Diastylidae. De wetenschappelijke naam van de soort is voor het eerst geldig gepubliceerd in 1846 door Krøyer.